# Rudi Lagemann
Rudi Lagemann (Cachoeira do Sul, 28 febbraio 1960) è un regista, attore e produttore cinematografico brasiliano.

## Biografia
Ha ottenuto il premio come miglior attore al Festival de Brasília del 1984 per l'interpretazione nel film Me Beija. 
Il film da lui scritto, diretto e prodotto, Anjos do sol, sul delicato tema della prostituzione infantile, ha vinto il Festival de Gramado del 2006.

## Filmografia

### Attore
- Coisa na Roda, regia di Werner Schünemann (1982)
- Inverno, regia di Carlos Gerbase (1983)
- Verdes Anos, regia di Giba Assis Brasil, Carlos Gerbase (1984)
- Me Beija, regia di Werner Schünemann (1984)
- Kuarup, regia di Ruy Guerra (1989)

### Regista
- Anjos do sol (2006)
- Xuxa em Sonho de Menina (2007)

### Produttore
- Coisa na Roda (1982)
- Aqueles Dois (1985)
- Veja Esta Canção (1994)
- Anjos do sol (2007)